# Ахмад, Ренас
Рена́с Нуратдин Ахма́д (род. 12 января 1993) — казахстанский кёрлингист.
В составе мужской сборной Казахстана участник Тихоокеанско-азиатского чемпионата 2016 (заняли восьмое место). В составе молодёжной сборной Казахстана участник зимней Универсиады 2017 (заняли десятое место).

## Команды
| Сезон   | Четвёртый  | Третий           | Второй                 | Первый           | Запасной                            | Турниры            |
| ------- | ---------- | ---------------- | ---------------------- | ---------------- | ----------------------------------- | ------------------ |
| 2016—17 | Виктор Ким | Абылайхан Жузбай | Муздыбай Кудайбергенов | Дмитрий Гарагуль | Ренас Ахмад тренер: Виктор Ким      | ТАЧ 2016 (8 место) |
| 2016—17 | Дэниел Ким | Абылайхан Жузбай | Дмитрий Гарагуль       | Ренас Ахмад      | Тамерлан Иргебай тренер: Виктор Ким | ЗУ 2017 (10 место) |

(скипы выделены полужирным шрифтом)